# Древнее мусульманское кладбище (Баку)
Древнее мусульманское кладбище (азерб. Qədim müsəlman qəbiristanlığı) — средневековое кладбище, располагавшееся до второй половины XIX века на северо-западе Бакинской крепости. Во время строительных работ на территории кладбища были вскрыты домусульманские погребения и кладбище XII-XIV и более веков.
9 ноября 1883 года на обсуждение Бакинской городской думы был вынесен вопрос об отводе мусульманского кладбища в Баку под постройку православного собора. Данное решение было опротестовано гласными-мусульманами, в связи с чем думой было принято решение об обнесении мусульманского кладбища оградой и об отводе под постройку собора более удобного для этого места. Тем не менее строительство собора началось на месте старого мусульманского кладбища. Так, в 1898 году при рытье котлована для фундамента будущего собора были обнаружены древние погребения в виде каменных ящиков, расположенные в несколько рядов, один над другим, а также могила в виде большого тендира.
8 октября 1888 года в Баку в присутствии императора Александра III и цесаревича Николая состоялась торжественная церемония закладки Бакинского собора, который в дальнейшем был назван Александро-Невским собором. Прообразом собора послужила церковь в Новом Афоне, автором которой был академик Роберт Марфельд, ставший архитектором и бакинского храма.
Сам храм также был снесён, по приказу советских властей в 1936 году. В настоящее время на этом месте расположена музыкальная школа имени Бюльбюля.